# كريستن إريكسن بيرغ
كريستن إريكسن بيرغ هو سياسي نرويجي، ولد في 20 نوفمبر 1864 في Brevik, Norway ‏ في النرويج، وتوفي في 5 أغسطس 1926. نشط حزبياً في الحزب الليبرالي. وقد انتخب عضو برلمان النرويج ‏ عن دائرة Market towns of Telemark and Aust-Agder counties ‏ وقد انضم خلال فترته النيابية ‏ (1922 – 1924) للكتلة البرلمانية الحزب الليبرالي.